# Clever (曲)
「clever」（クレバー）は、2016年9月14日にリリースされたClariS×GARNiDELiAのコラボレーション・シングル
。なお、コラボレーションの位置付けであるが、本作はClariSのシングルとしてカウントされており、15枚目のシングルとなる。

## 概要
表題曲は、テレビアニメ『クオリディア・コード』3rdエンディングテーマに起用。
1stエンディングテーマ「Gravity」を担当するClariSと、2ndエンディングテーマ「約束-Promise code-」を担当するGARNiDELiA。両アーティストがタッグを組んだスペシャルコラボとなった。
販売形態は期間生産限定盤のみとなっており、テレビアニメ『クオリディア・コード』1st・2ndエンディング映像のノンクレジットを収録したDVDを同梱。

## 収録内容

### 期間生産限定盤
| 全作詞・作曲: 渡辺翔、全編曲: toku。 |                          |        |            |      |
| #                                    | タイトル                 | 作詞   | 作曲・編曲 | 時間 |
| 1.                                   | 「clever」               | 渡辺翔 | 渡辺翔     | 4:19 |
| 2.                                   | 「clever」(TV MIX)       | 渡辺翔 | 渡辺翔     | 1:33 |
| 3.                                   | 「clever」(Instrumental) | 渡辺翔 | 渡辺翔     | 4:18 |
| 合計時間:                            | 合計時間:                | 10:10  |            |      |

| #  | タイトル                                                      | 作詞 | 作曲・編曲 |
| -- | ------------------------------------------------------------- | ---- | ---------- |
| 1. | 「クオリディア・コード『ノンクレジット1stエンディング映像』」 |      |            |
| 2. | 「クオリディア・コード『ノンクレジット2ndエンディング映像』」 |      |            |

## 参加ミュージシャン
- Guitar: 梶原健生
- Drums: 早川誠一郎[8]
- Bass: セキタヒロシ[9]
- Violin & Viola: 日俣綾子[10]
- Keyboard & Programming: toku[11]
- Chorus: MARiA[12]